# Puccinia helictotrichi
Puccinia helictotrichi ist eine Ständerpilzart aus der Ordnung der Rostpilze (Pucciniales). Der Pilz ist ein Endoparasit des Süßgrases Avenochloa schelliana. Symptome des Befalls durch die Art sind Rostflecken und Pusteln auf den Blattoberflächen der Wirtspflanzen. Sie ist ein Endemit Chinas.

## Merkmale

### Makroskopische Merkmale
Puccinia helictotrichi ist mit bloßem Auge nur anhand der auf der Oberfläche des Wirtes hervortretenden Sporenlager zu erkennen. Sie wachsen in Nestern, die als gelbliche bis braune Flecken und Pusteln auf den Blattoberflächen erscheinen.

### Mikroskopische Merkmale
Das Myzel von Puccinia helictotrichi wächst wie bei allen Puccinia-Arten interzellulär und bildet Saugfäden, die in das Speichergewebe des Wirtes wachsen. Aecien oder Spermogonien der Art sind nicht bekannt. Die gelblichen Uredien des Pilzes wachsen beidseitig auf den Wirtsblättern. Seine Uredosporen sind 27–38 × 20–26 µm groß, zumeist breitellipsoid bis eiförmig und fein stachelwarzig. Die beidseitig wachsenden Telien der Art sind schwarzbraun und lang bedeckt. Die goldbraunen bis farblosen Teliosporen sind ein- bis zweizellig, in der Regel keulen- bis lang keulenförmig und 40–60 × 17–22 µm groß. Ihre Oberfläche ist fein stachelig. Ihr Stiel gelblich und bis zu 15 µm lang.

## Verbreitung
Das bekannte Verbreitungsgebiet von Puccinia helictotrichi umfasst lediglich China.

## Ökologie
Die Wirtspflanze von Puccinia helictotrichi ist Avenochloa schelliana. Der Pilz ernährt sich von den im Speichergewebe der Pflanzen vorhandenen Nährstoffen, seine Sporenlager brechen später durch die Blattoberfläche und setzen Sporen frei. Die Art verfügt über einen Entwicklungszyklus, von dem bislang lediglich Telien und Uredien sowie deren Wirt bekannt sind; Spermogonien und Aecien konnten dem Pilz nicht zugeordnet werden.